# Freiwillige Selbstkontrolle der Filmwirtschaft
Pour les articles homonymes, voir FSK.
La Freiwillige Selbstkontrolle der Filmwirtschaft (FSK) est l'entité officielle allemande chargée de classifier les films.

## Étymologie
Dans les pays d'influence germanique, l’expression Freiwillige Selbstkontrolle (en français, mot à mot, freiwillig « volontaire » — de frei, « libre », et willig, « émanant de la volonté propre » —, selbst, le pronom réfléchi « soi », et Selbstkontrolle « contrôle », l’ensemble pouvant donc être traduit par « auto-contrôle volontaire », ou « responsable ») désigne un comportement responsable ou conséquent et par extension, les institutions chargées de la mise en application de repères déontologiques ou codes de conduite non écrits, comme, dans le cas de « l’industrie du cinéma » (Filmwirtschaft), « la Freiwillige Selbstkontrolle der Filmwirtschaft » signifiant ainsi en français « l’Auto-contrôle responsable de l’industrie du cinéma ».

## Classification par tranche d'âge
| Étiquettes actuelles | Étiquettes jusqu'à 2008 | Restrictions | Abréviations    |
| -------------------- | ----------------------- | --- | --------------- |
| FSK ab 0 (white)     | FSK ab 0 (white)        | Sorti sans restriction d'âge. | o.Al. ou FSK 0  |
| FSK ab 6 (yellow)    | FSK ab 6 (yellow)       | Approuvé pour les 6 ans et plus. | ab 6 ou FSK 6   |
| FSK ab 12 (green)    | FSK ab 12 (green)       | Approuvé pour les 12 ans et plus. (Les enfants à partir de 6 ans sont autorisés accompagnés d'un parent. La diffusion télévisée n'est autorisée qu'à partir de 20 heures.) | ab 12 ou FSK 12 |
| FSK ab 16 (blue)     | FSK ab 16 (blue)        | Approuvé pour les 16 ans et plus. (La diffusion télévisée n'est autorisée qu'à partir de 22 heures).                                                                       | ab 16 or FSK 16 |
| FSK 18 (red)         | FSK 18 (red)            | Non approuvé avant l'âge de 18 ans. (La diffusion télévisée n'est autorisée qu'à partir de 23 heures).                                                                     | ab 18 ou FSK 18 |